# Charles R. Knight

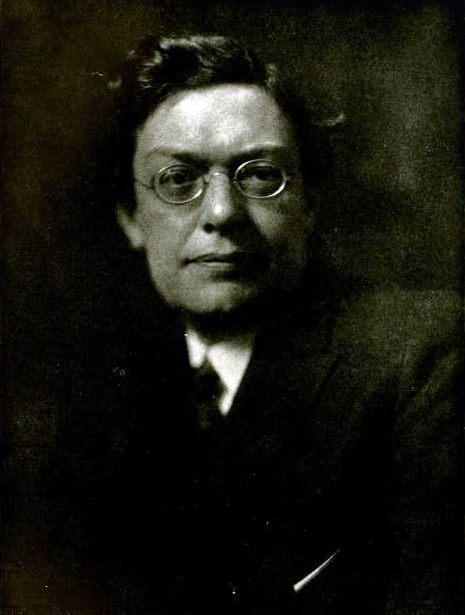
Charles R. Knight

Charles Robert Knight (ur. 21 października 1874 w Brooklynie, zm. 15 kwietnia 1953 na Manhattanie) – amerykański malarz, paleoartysta. Jego obrazy przedstawiające wymarłe zwierzęta, m.in. dinozaury, były wielokrotnie publikowane i prezentowane na wystawach muzealnych.
Od dzieciństwa interesował się przyrodą i kopiował ilustracje z książek przyrodniczych swojego ojca. Mimo wady wzroku (miał astygmatyzm i jednooczną ślepotę po urazie prawego oka) dostał się do Metropolitan Art School. Jeszcze jako student wysyłał ilustracje do różnych czasopism i książek, specjalizując się w tematyce przyrodniczej. Podjął też wieloletnią współpracę z American Museum of Natural History, przygotował serię akwarel zdobiących sale muzeum. Pamiętany jest jako popularyzator paleontologii, miał wpływ na wielu współczesnych paleoartystów.

## Wybrane prace
- Before the Dawn of History, 1935
- Life Through the Ages, 1946
- Animal Drawing: Anatomy and Action for Artists, 1947
- Prehistoric Man: The Great Adventure, 1949
- Charles R. Knight, Autobiography of an Artist, 2005